# Erzbistum Stettin-Cammin
Das Erzbistum Stettin-Cammin (lateinisch Archidioecesis Sedinensis-Caminensis, polnisch Archidiecezja szczecińsko-kamieńska) ist ein Erzbistum in Polen. Der Erzbischof von Stettin-Cammin ist gleichzeitig Metropolit der gleichnamigen Kirchenprovinz, der die Bistümer Köslin-Kolberg und Zielona Góra-Gorzów als Suffraganbistümer unterstellt sind. Bischofskirche ist die Jakobskathedrale in Stettin und als Konkathedrale der Dom zu Cammin (Kamień Pomorski).

## Geschichte

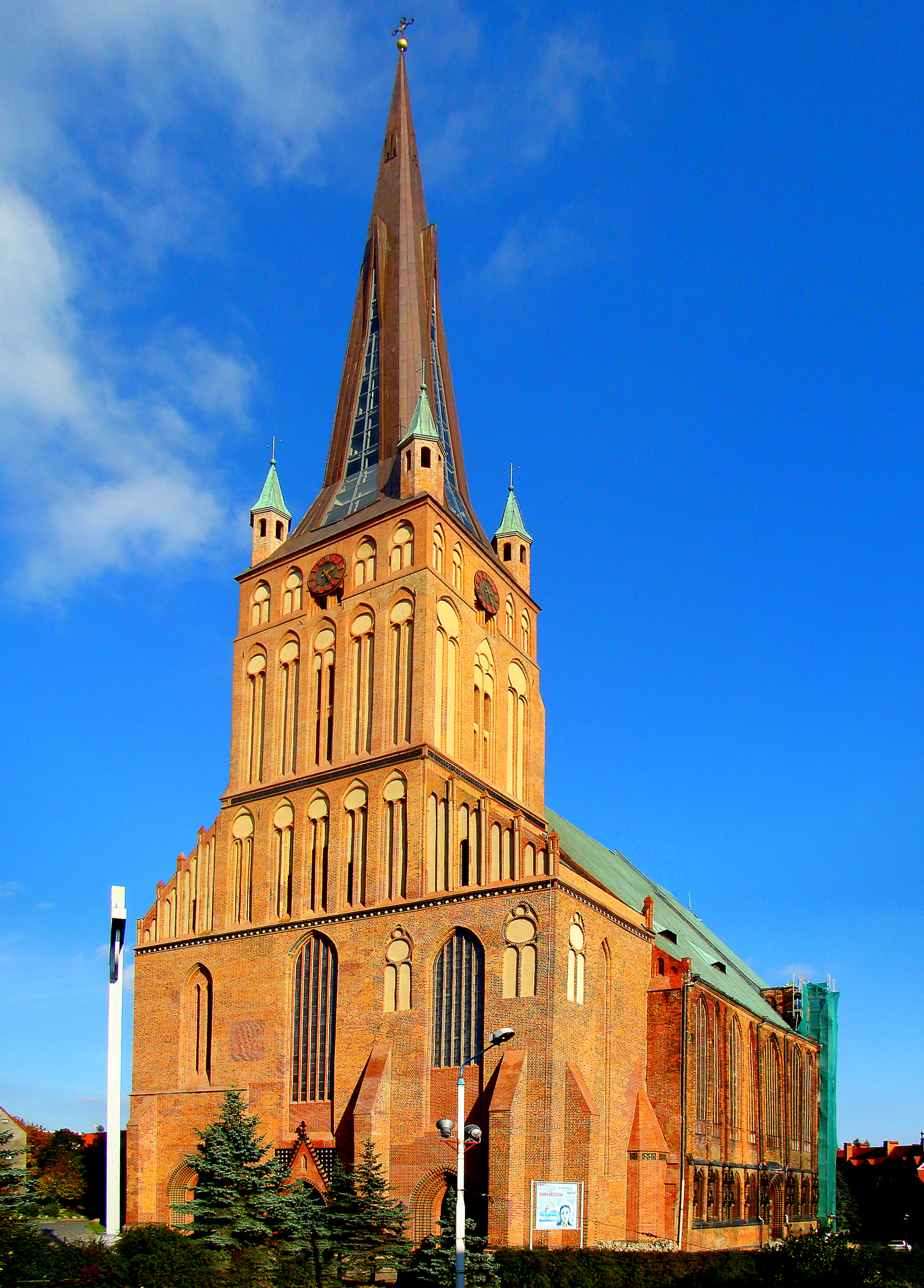
Die Jakobskathedrale in Stettin

Im Mittelalter bestand für das Stettiner Pommern das Bistum Cammin, das 1140 von Papst Innozenz II. gegründet und als exemtes Bistum direkt dem heiligen Stuhl unterstellt worden war, weil im Widerstreit das deutsche Erzbistum Magdeburg und das polnische Erzbistum Gnesen gleichermaßen die Aufsicht beanspruchten. Cammin war erst seit 1175 Bischofssitz. Ab 1544 wurden evangelische Bischöfe eingesetzt. Das Bistum erlosch 1650 infolge des zwei Jahre zuvor geschlossenen Westfälischen Friedens.
Am 28. Juni 1972 errichtete Papst Paul VI. mit der Apostolischen Konstitution Episcoporum Poloniae coetus aus Territorien des Bistums Berlin, die nach dem Zweiten Weltkrieg auf Grund des Potsdamer Abkommens von Polen verwaltet und 1950 im Görlitzer Vertrag durch die DDR, mit dem 1970 unterschriebenen und am 17. Mai 1972 ratifizierten Warschauer Vertrag auch durch die Bundesrepublik Deutschland als polnisches Staatsgebiet anerkannt wurden, die Bistümer Stettin-Cammin und Köslin-Kolberg und ordnete sie als Suffragandiözesen der Kirchenprovinz Gnesen zu. Kathedralkirche wurde die Jakobskathedrale in Stettin (seit 1983 Basilica minor); Konkathedrale ist der Camminer Dom in Kamień Pomorski (Cammin).
Bei der Neustrukturierung der polnischen Bistümer im Jahr 1992 (Apostolische Konstitution Totus Tuus Poloniae Populus vom 25. März) wurde Stettin-Cammin zum Erzbistum erhoben und ihm die Bistümer Koszalin-Kołobrzeg (Köslin-Kolberg) und Zielona Góra-Gorzów (Grünberg-Landsberg) unterstellt.

## (Erz-)Bischöfe
- 1972–1978 Jerzy Stroba
- 1979–1992 Kazimierz Jan Majdański
- 1992–1999 Marian Przykucki
- 1999–2009 Zygmunt Kamiński
- 2009–2024 Andrzej Dzięga
- seit 2024 Wiesław Śmigiel

## Weihbischöfe
- 1974–2007 Jan Stefan Gałecki, Titularbischof von Maiuca
- 1980–1996 Stanisław Stefanek, Titularbischof von Forum Popilii
- 1989–2013 Marian Błażej Kruszyłowicz OFMConv, Titularbischof von Hadrumetum
- seit 2014 Henryk Wejman, Titularbischof von Sinitis

## Dekanate
Das Erzbistum Stettin-Cammin ist in 36 Dekanate untergliedert:
- Banie (Bahn)
- Barlinek (Berlinchen)
- Cedynia (Zehden)
- Chojna (Königsberg (Neumark))
- Choszczno (Arnswalde)
- Dębno (Neudamm)
- Drawno (Neuwedell)
- Golczewo (Gülzow)
- Goleniów (Gollnow)
- Gryfice (Greifenberg)
- Gryfino (Greifenhagen)
- Ińsko (Nörenberg)
- Kamień Pomorski (Cammin)
- Kołbacz (Kolbatz)
- Lipiany (Lippehne)
- Łobez (Labes)
- Maszewo (Massow)
- Mieszkowice (Bärwalde)
- Myślibórz (Soldin)
- Nowogard (Naugard)
- Police (Pölitz)
- Pyrzyce (Pyritz)
- Resko (Regenwalde)
- Stargard Wschód (Stargard-Ost)
- Stargard Zachód (Stargard-West)
- Suchań (Zachan)
- Szczecin-Dąbie (Stettin-Altdamm)
- Szczecin-Niebuszewo (Stettin-Zabelsdorf)
- Szczecin-Pogodno (Stettin-Braunsfelde)
- Szczecin-Pomorzany (Stettin-Pommerensdorf)
- Szczecin-Słoneczne
- Szczecin-Śródmieście (Stettin-Innenstadt)
- Szczecin-Żelechowo (Stettin-Züllchow)
- Świnoujście (Swinemünde)
- Trzebiatów (Treptow a.d. Rega)
- Wolin (Wollin)